# 大闹天宫
《大闹天宫》（英語：The Monkey King: Uproar in Heaven）是上海美术电影制片厂于1961年至1964年制作的一部彩色动画长片，分为上、下集上映。该片作为中国动画片的经典影响了几代人，是中国动画史上的丰碑。

## 故事情节
影片内容节选自吴承恩的长篇章回小说《西游记》，主要讲述了孙悟空大闹天宫的这一段的经历。
神通广大的美猴王孙悟空在花果山水帘洞和他麾下的猴子猴孙们过着自由自在的生活。但苦于没有一件称心如意的兵器，所以美猴王一直无法施展自身的本领。美猴王为了得到一件称心如意的兵器，他来到东海龙宫寻宝，之后便将一根重达三万六千斤的定海神针—如意金箍棒给取走了。因此，美猴王被气急败坏的龙王给告上了天庭。为了管束无法无天的美猴王，玉帝在太白金星的计谋下，将美猴王骗上天庭，赐封他为一个管理并喂养天马的小官—弼马温。然而生性无拘无束的美猴王去到天庭不久后便识破了他们的诡计，于是他捣毁了御马监，反出南天门，又回到了他的花果山，并自封为“齐天大圣”。恼羞成怒的玉帝命李天王率领天兵天将前去花果山捉拿美猴王。随后，美猴王率领着训练有素的猴孙们在花果山上空和天兵神将们展开激烈的战斗，众天神纷纷败退，无论是巨灵神还是哪吒出战，他们都不是美猴王的对手。无可奈何的李天王只能摇旗收兵，返回天庭，向玉帝请求增兵。玉帝再次接受太白金星的献策，假意封美猴王为齐天大圣，并将王母的蟠桃园交给他管理，想把他给软禁在天上。
美猴王在太白金星的劝诱下再次来到天庭。他听土地说蟠桃园中的仙桃十分稀罕，九千年开花，九千年结果，并且只许在蟠桃会上才能享用。美猴王听了很不服气，他故意支走土地，自个儿偷偷挑选一些大的蟠桃，报餐了一顿。当时正值王母寿辰，七仙女奉王母之命前来蟠桃园摘桃，因此惊动了正在蟠桃树上酣睡的美猴王。美猴王经过对七仙女的盘问，才得知王母要开蟠桃盛会，请了各路大小神仙，唯独没有请他。美猴王最终看透了玉帝的欺骗阴谋，他顿时火冒三丈，来到瑶池大闹蟠桃宴会，自个儿开怀痛饮起来，还将所有琼浆玉液、美味仙珍席卷一空，装进锦囊袋中，打算带回花果山分享给猴子猴孙们。哪知他酒醉迷糊，误闯太上老君的兜率宫，并将专供玉帝服用的金丹给吃了个精光。之后他回到了花果山，与众猴孙们开仙酒大会。
众神仙在瑶池看到蟠桃宴会被搅得一片狼藉，王母气得咬牙切齿，到玉帝那里去告状。太上老君也来到玉帝驾前禀报美猴王吃光金丹的事。玉帝在一怒之下，立即命李天王率领十万天兵天将缉拿美猴王。美猴王再次与天兵神将展开激烈的交锋，他先机智地击退了四大金刚，之后又与神通广大的二郎神斗了几百回合，不分胜负。最后，美猴王因遭太上老君暗算，不幸被擒。天神们用尽各种刑罚也损伤不了美猴王分毫。于是玉帝就将美猴王打入到太上老君的炼丹炉中进行烤炼，未想美猴王并没有被烧死，反而炼成了他的火眼金睛。美猴王跳出炼丹炉，打上灵霄宝殿，一路上的天兵天将闻风丧胆，跟着玉帝一起狼狈窜逃。最终，美猴王获得了胜利，他返回到花果山，重新树立起齐天大圣的旗帜，与猴孙们过着自由快乐的生活。

## 配音演员
| 角色       | 原版                        | 2012年3D版 |
| ---------- | --------------------------- | ---------- |
| 孙悟空     | 邱岳峰                      | 李扬       |
| 东海龙王   | 毕克                        | 陈凯歌     |
| 玉皇大帝   | 富润生（上集） 毕克（下集） | 陈道明     |
| 太白金星   | 尚华                        | 张国立     |
| 太上老君   |                             | 冯小刚     |
| 巨灵神     | 富润生                      |            |
| 二郎神     | 于鼎                        |            |
| 托塔李天王 | 于鼎                        | 刘烨       |
| 哪吒       |                             | 何炅       |
| 大仙女     |                             | 姚晨       |
| 仙女       | 李梓、刘广宁                |            |
| 王母娘娘   |                             | 刘晓庆     |
| 武曲星君   |                             | 胡歌       |
| 马天君     | 于鼎                        | 周立波     |
| 土地公公   | 毕克                        | 陈佩斯     |

## 主创人员
- 编剧：李克弱、万籁鸣
- 导演：万籁鸣
- 副导演：唐澄
- 摄影：王世荣、段孝萱
- 作曲：吴应炬
- 美术设计：张光宇、张正宇
- 动画设计：严定宪、段浚、浦家祥、陆青、林文肖、葛桂云、张世明、阎善春
- 剪辑：许珍珠
- 录音：段英俊
- 演奏：上影乐团、上海京剧院乐队、新华京剧乐队
- 指挥：陈传熙、张鑫海、王玉璞

## 创作背景

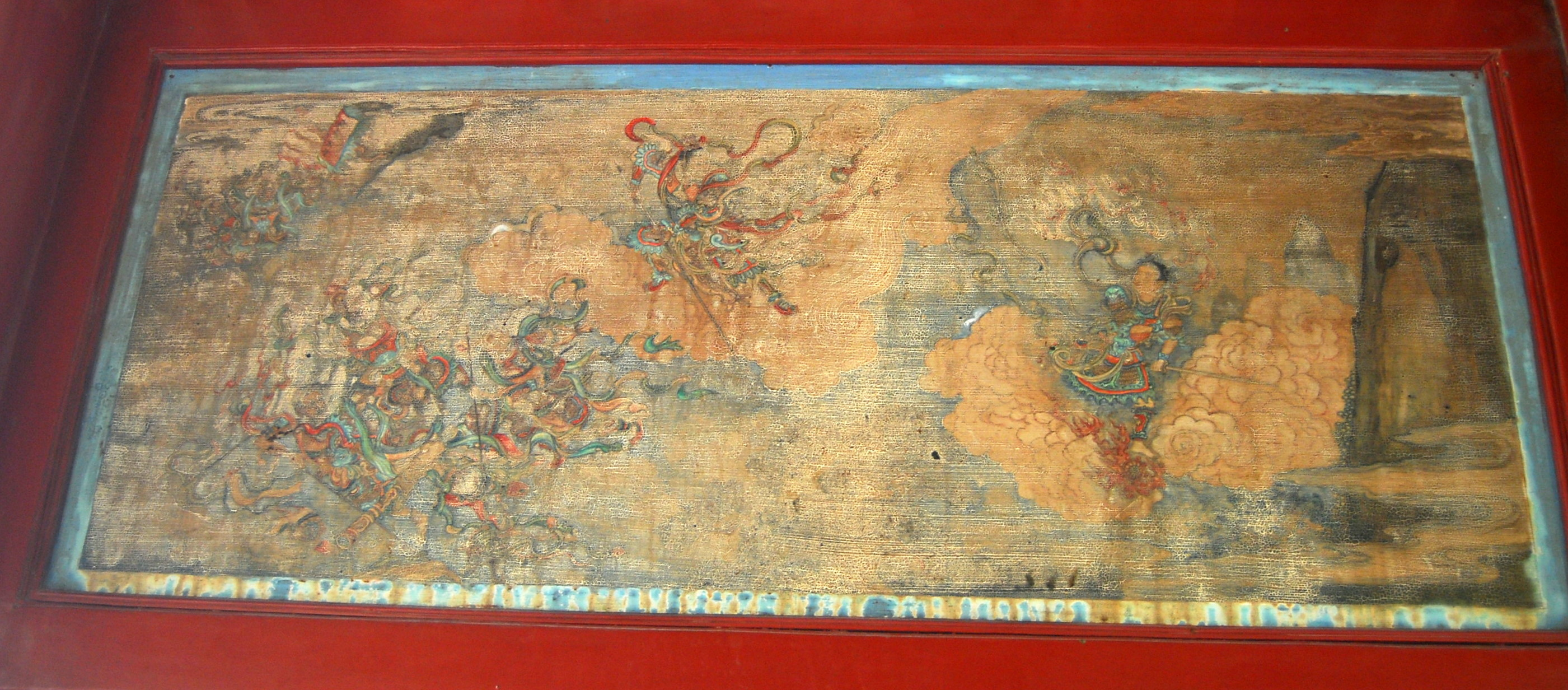
颐和园长廊彩绘描绘的孙悟空与哪咤大战的场景。

在中国第一部人画合演的卡通片《大闹画室》中万氏兄弟采用了小黑猴的形象，1941年，万氏兄弟推出了长片黑白动画《铁扇公主》，这是当时亚洲的第一部动画长片，影片的上映在上海引起轰动，票房收入超过了当时所有的故事片。正是在这部影片中，万籁鸣第一次创造了孙悟空的动画形象。《铁扇公主》的成功让万籁鸣萌生出将《西游记》中的精彩段落“大闹天宫”搬上银幕的想法。虽然后来万籁鸣、万古蟾制定了《大闹天宫》的制作计划，并得到了新华联合影业公司经理张善琨的投资，但在开拍之际，由于太平洋战争的爆发，张善琨突然毁约，使该片的拍摄夭折。
1959年，在“中国美术片要走民族风格之路”观点的引导下，时任上海美术电影制片厂厂长的特伟把创作《大闹天宫》的任务交给了已经年近六十的万籁鸣，由他执导《大闹天宫》。当时的摄制组集中了中国美术片行业的中坚力量，为了寻找人物原型，1959年冬天，负责动画的严定宪等人来到北京，从京城的古建筑、泥塑、壁画中获取创作灵感。
美猴王形象的设计由中央工艺美术学院的教授张光宇担任，桃心脸的造型正是由他设计。为美猴王创作原画的是严定宪。经过十几次修改，美猴王这一中国动画史上的经典形象诞生了。
1960年初，影片进入绘制阶段，当时没有电脑制作，所有的动画设计全凭画笔，50分钟的上集和70分钟的下集原画数量超过7万张，仅绘制就用了近两年的时间。这部影片的投资在当时大约是一百万元。
《大闹天宫》的配音由上海电影译制厂的配音演员担任。当时美术片厂和译制片厂同在万航渡路618号小楼里办公，摄制组与配音演员经常交流，甚至在形象创作时，万籁鸣就是按照配音演员富润生的形象设计了玉皇大帝，并由他来配音。由于当时的有关规定，影片的字幕中不上配音演员的名字。《大闹天宫》的对白特点是介于京白和朗诵之间的声音，背景音效中采用了京剧的锣鼓点来衬托，很好地烘托了打斗场面的气氛。影片的音乐创作由吴应炬担任，他除了应用锣鼓点让整部影片冲面浓郁的民族特色外，为了表现七仙女的妩媚，他创作了一段昆曲，使影片的节奏张弛有度。
1961年《大闹天宫》上集正式上映，在国内引起轰动。1964年，下集拍摄完成后由于文艺政策的变化，影片的全本没能够上映。文革开始后，上海美术电影制片厂的动画片遭到多方批判，《大闹天宫》被说成“借古讽今”，甚至有人说玉皇大帝嘴下的痣是在反毛泽东。文革期间，《大闹天宫》拍摄时绘制的原画、动画、赛璐珞片手稿损毁、散失，与影片相关的资料都丧失殆尽，只幸存下少量画稿成为珍贵资料。创作者们也无法躲过浩劫，万籁鸣被隔离审查，唐澄、严定宪被下放到五七干校劳改。
1978年全本的《大闹天宫》终于得以上映，上映的场面是“火得不能再火”，并且延伸至海外。
2004年，在《大闹天宫》问世40周年之际，上海美术电影制片厂特意推出了影片的珍藏版DVD，全长85分钟，是1964年放映的一个影院版。按照《中华人民共和国著作权法》对电影作品的保护期是50年，到2015年《大闹天宫》的版权就将变成公有領域。2009年网络上出现了基于40周年版的影迷修复版，其图像更加稳定和干净，并且重新插入了40周年纪念版里缺失的20多分钟内容，对影片中的声音也进行了修正。

## 荣誉
- 1962年获捷克斯洛伐克第十三届卡罗维发利电影节短片特别奖。
- 1963年获第二届中国电影“百花奖”最佳美术片奖。
- 1978年英国伦敦国际电影节本年度杰出电影。
- 1980年5月第二次全国少年儿童文艺创作评奖委员会一等奖。
- 1982年8月厄瓜多尔第四届国际儿童电影节三等奖。
- 1983年获葡萄牙第十二届菲格腊达福兹国际电影节评委奖。

## 赛璐珞片与背景合成的彩色手稿

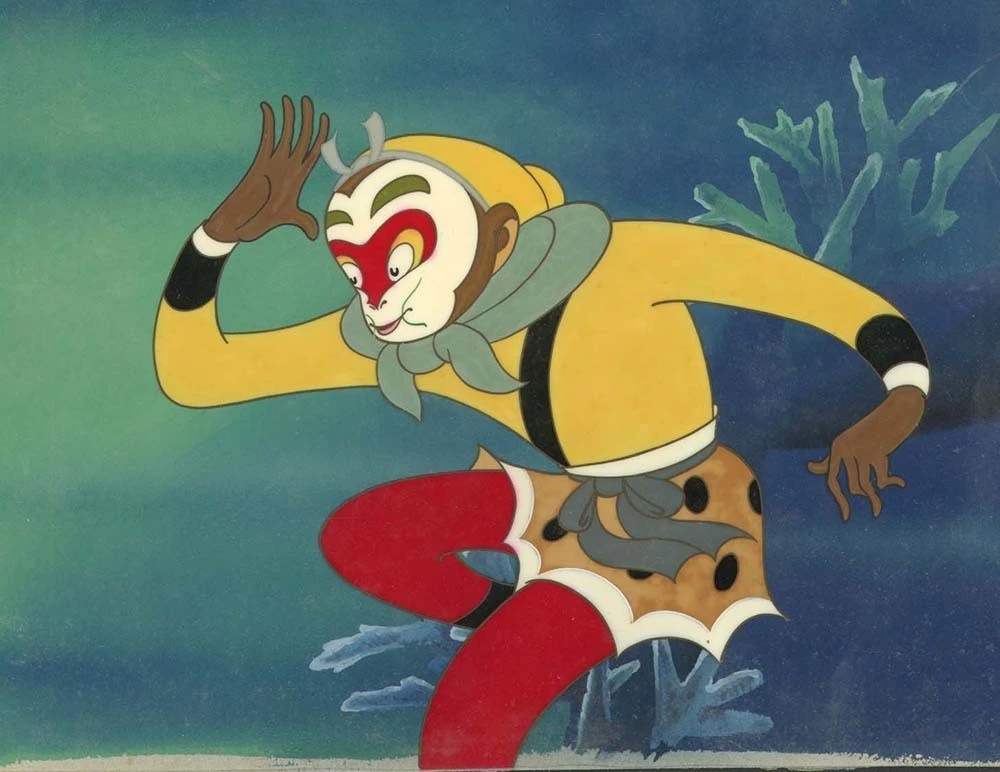
孙悟空到龙宫寻宝
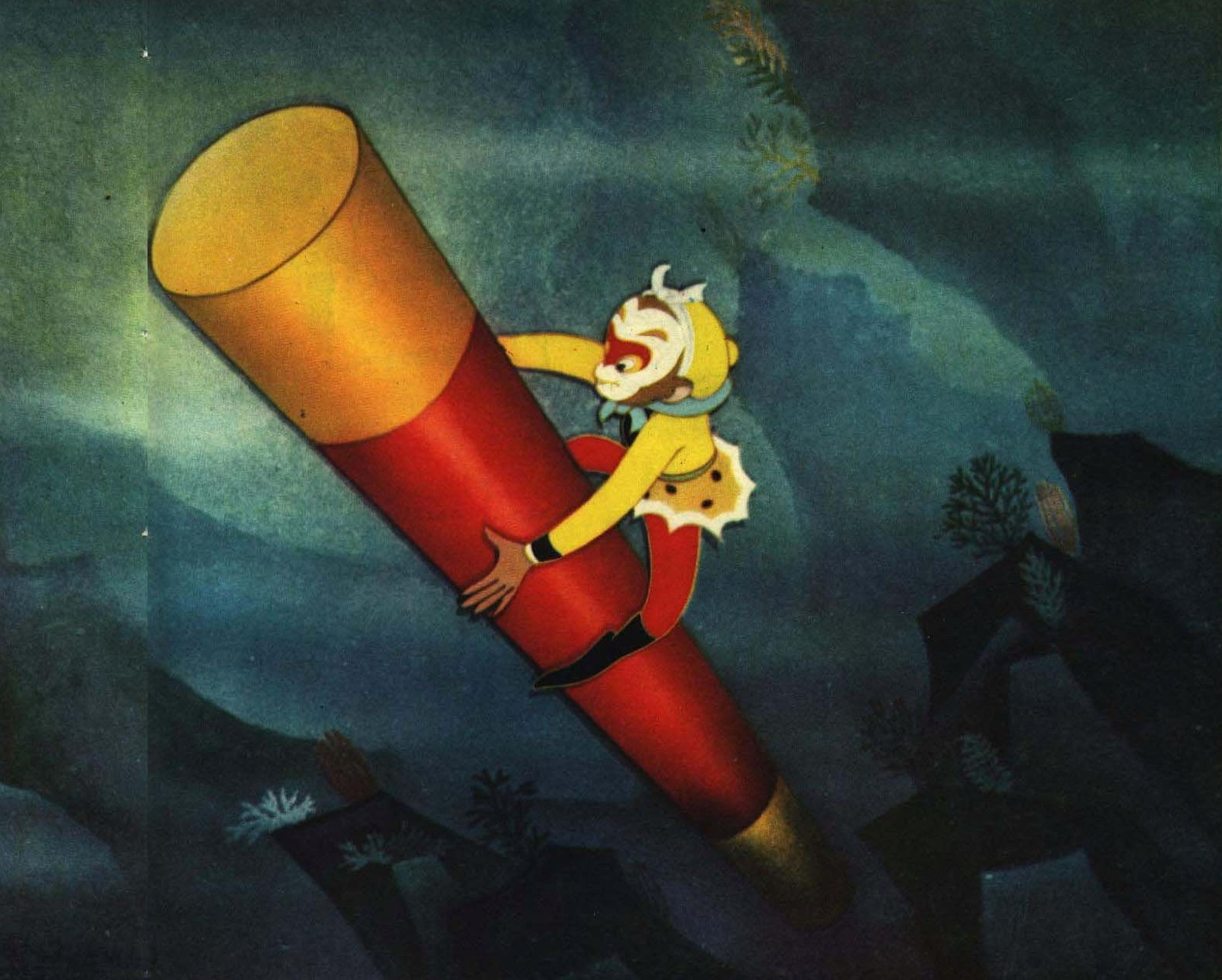
孙悟空与如意金箍棒
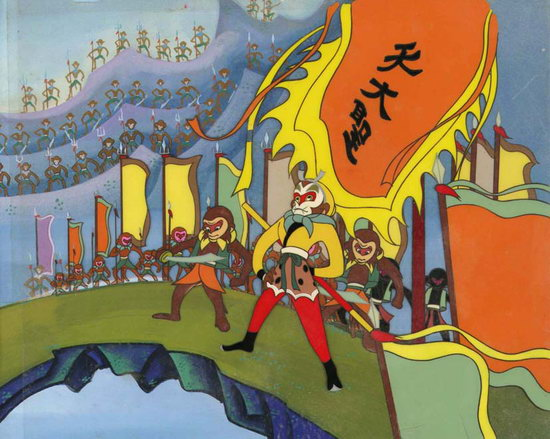
孙悟空与众猴孙迎战天兵天将
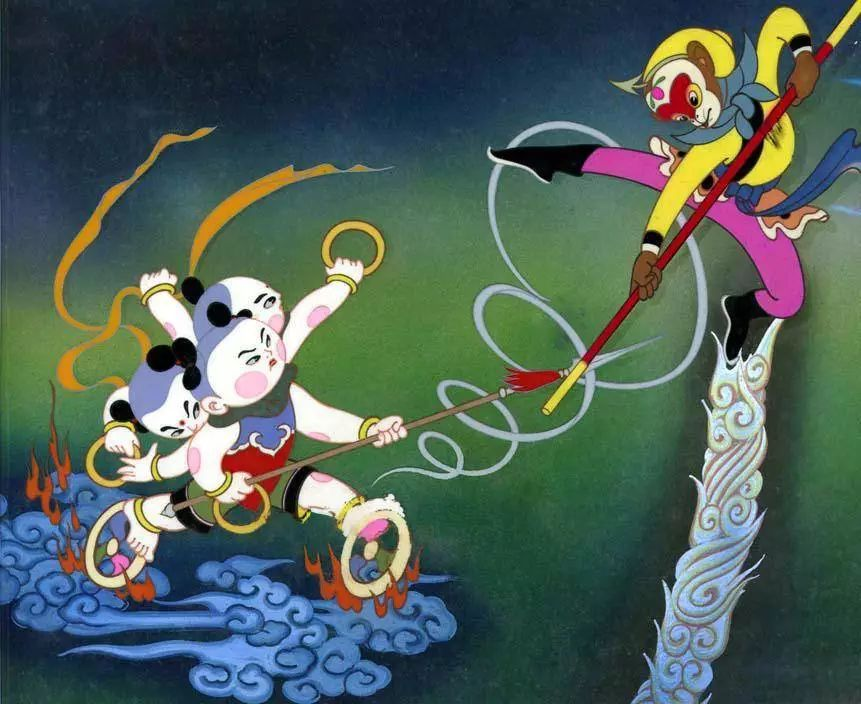
孙悟空大战哪吒
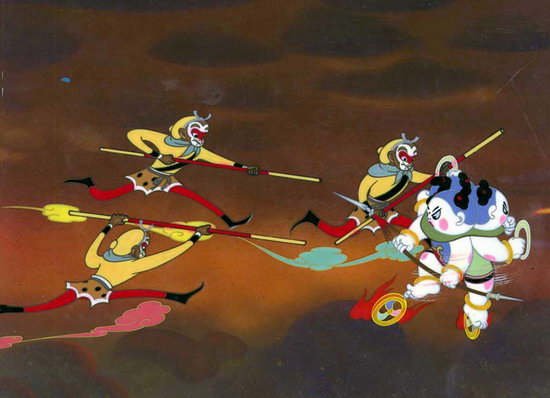
孙悟空大战哪吒
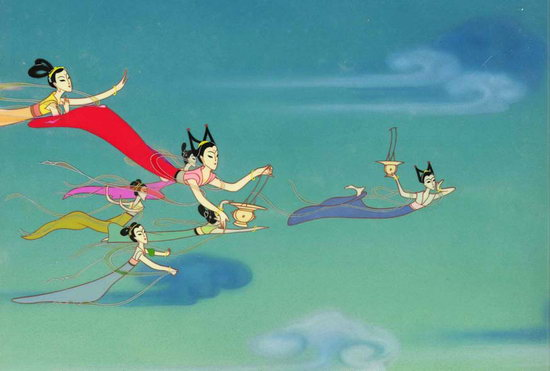
飞舞在空中的七仙女
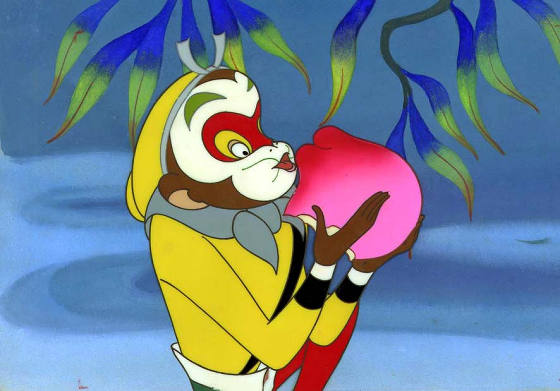
孙悟空偷吃蟠桃
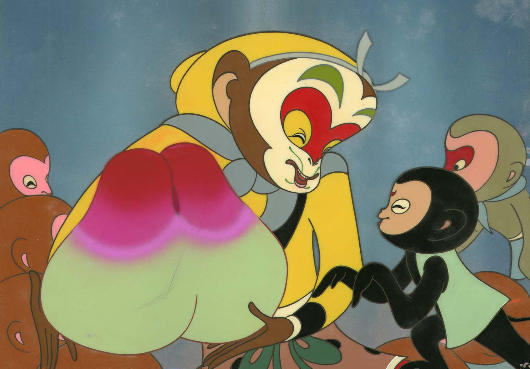
孙悟空给猴孙们分享蟠桃

## 节目变迁
| 重温经典频道 动画·纪录剧场（五一特别放送） 週一至週日 18:30-19:00 | 重温经典频道 动画·纪录剧场（五一特别放送） 週一至週日 18:30-19:00 | 重温经典频道 动画·纪录剧场（五一特别放送） 週一至週日 18:30-19:00 |
| ----------------------------------------------------------------- | ----------------------------------------------------------------- | ----------------------------------------------------------------- |
|                                                                   | 大闹天宫 （2024.5.4 - 2024.5.5）                                  |                                                                   |
| 天书奇谭 （2024.5.2 - 2024.5.3）                                  | 南宋 （2024.5.6 - ）                                              |                                                                   |